# 卡利尼
卡利尼（法語：Caligny，法語發音：[kaliɲi] ⓘ）是法国奥恩省的一个市镇，位于该省西北部，属于阿让唐区。

## 地理
卡利尼（48°48'29"N, 0°35'45"W）面积14.97 平方千米，位于法国诺曼底大区奧恩省，该省份为法国西北部内陆省份，北起顺时针与卡爾瓦多斯省、厄尔省、厄尔-卢瓦省、萨尔特省、马耶讷省和芒什省接壤。
与卡利尼接壤的市镇（或旧市镇、城区）包括：圣乔治德格罗塞耶、拉巴佐克、瑟里西贝尔埃图瓦尔、拉朗德帕特里、努瓦罗河畔蒙蒂伊、圣皮埃尔当特勒蒙、诺曼底地区孔代。

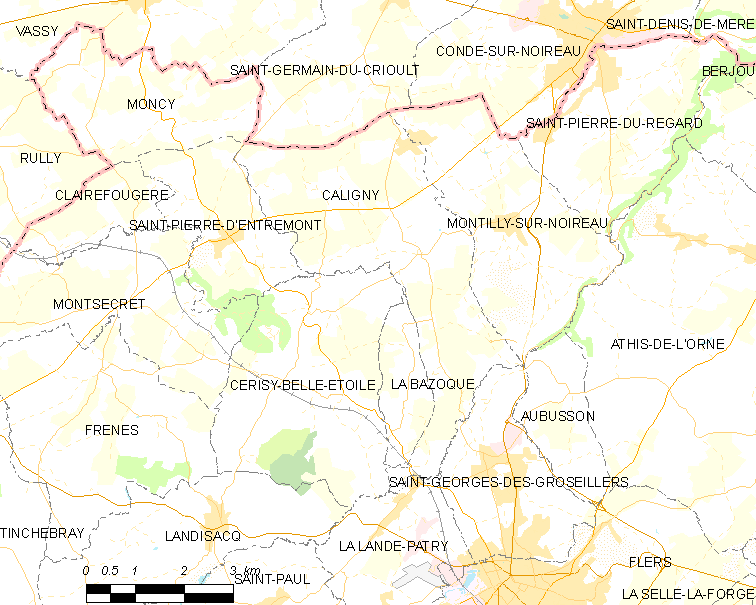
卡利尼的OSM定位图

卡利尼的时区为UTC+01:00、UTC+02:00（夏令时）。

## 行政
卡利尼的邮政编码为61100，INSEE市镇编码为61070。

## 政治
卡利尼所属的省级选区为弗莱尔第一县。

## 人口

1962-2008年间卡利尼人口变化图示

卡利尼于2022年1月1日时的人口数量为845人。

## 交通
奥恩省省道D300线、D806线、D911线经过境内。